# Lorenzo Lamas
Lorenzo Lamas, all'anagrafe Lorenzo Lamas y de Santos (Santa Monica, 20 gennaio 1958), è un attore, artista marziale, produttore cinematografico, produttore televisivo e regista statunitense.

## Biografia
Nasce in California, a Santa Monica, dagli attori Fernando Lamas e Arlene Dahl. Trascorre la sua infanzia sulla costa del Pacifico fino a quando, nel 1968, si trasferisce con la madre a New York: i genitori avevano divorziato quando aveva solo 2 anni. Dopo il diploma all'Admiral Farragut Academy nel 1975, ritorna nella natia California. Incoraggiato dal padre, entra nel Tony Barr's Film Actors Workshop, iniziando così la sua carriera cinematografica. Nel frattempo studia taekwondo e già dal 1976 partecipa a trasmissioni televisive. Lamas ha una grande passione per le motociclette Harley-Davidson, tanto da averne una cospicua collezione, ed è cintura nera di taekwondo WTF.
Mentre la sua vita professionale prospera già nel 1981, con la partecipazione alla serie televisiva Falcon Crest, la sua vita privata è alquanto burrascosa. Si sposa due volte in pochi anni: prima con l'attrice Victoria Hilbert, dal 1981 al 1983; successivamente con Michele Smith, dal 1983 al 1985, dalla quale ha due figli: AJ e Shayne. Il 25 gennaio 1989 sposa a Las Vegas Kathleen Kinmont, figlia della collega di set e amica Abby Dalton, che gliela presenta appena diciassettenne. Successivamente la moglie diventerà anche collega professionale. Il matrimonio con la Kinmont subisce però un duro colpo quando la collega di set Daphne Ashbrook, in Falcon Crest, accusa l'attore di essere il vero padre di suo figlio. I coniugi lavorano comunque alla successiva serie TV Renegade, finché nel 1993 divorziano.
Dal 1996 al 2002 è stato sposato con Shauna Sand, da cui ha avuto tre figlie: Alexandra Lynne (1997); Victoria (1999) e Isabella Lorenza (2001). In seguito è stato fidanzato, per un breve periodo, con la Playmate Barbara Moore. Dal 2011 è sposato con Shawna Craig. 
Con gli inizi degli anni novanta, dopo aver riscosso un discreto successo nell'ambiente televisivo, Lamas decide di affrontare anche il mondo del cinema.
Già nel 1978 aveva avuto un piccolo ruolo nel musical Grease, di Randal Kleiser, ma per avere successo decide di sfruttare il genere d'azione che proprio in quegli anni stava fiorendo. Interpreta un detective in Snake Eater - vendetta a tutti i costi (1989), primo di una trilogia: poi seguito l'anno successivo da Il guerriero della strada e da un terzo episodio del 1992.
Sfruttando le sue conoscenze di arti marziali, Lamas diventa protagonista di alcuni film del genere come Costretto a combattere (1991) e Impatto finale (1992). Nel 1994 dirige il suo unico film, CIA II: Target Alexa, da lui anche interpretato al fianco dalla Kinmont. Le uniche altre sue regie consistono in alcuni episodi di Renegade. Nel 1996 Lamas abbandona il genere marziale per dedicarsi a generi più vari, anche se spesso d'azione. 
Lamas ha anche preso parte alla soap-opera Beautiful, interpretando per più di 300 episodi il ruolo del pompiere Hector Ramirez.

## Filmografia

### Cinema

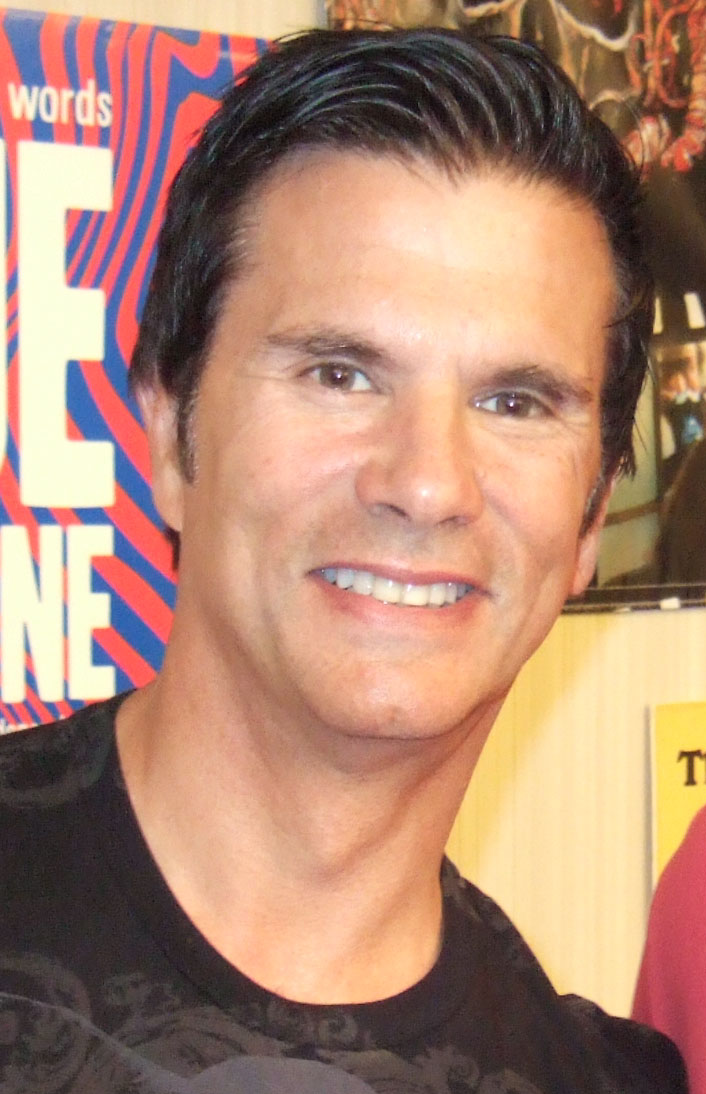
Lorenzo Lamas nel 2013

- El Verdugo, regia di Tom Gries (1969)
- Grease - Brillantina (Grease) regia di Randal Kleiser (1978)
- Take Down, regia di Kieth Merrill (1979)
- Tilt, regia di Rudy Durand (1979)
- Body Rock, regia di Marcelo Epstein (1984)
- Snake Eater - Vendetta a tutti i costi (Snake Eater), regia di George Erschbamer (1989)
- Il guerriero della strada 2 (Snake Eater II - The Drug Busters), regia di George Erschbamer (1989)
- Costretto a combattere (Night of the Warrior), regia di Rafal Zienilski (1991)
- Eroe per forza (Killing Streets), regia di Stephen Cornwell (1991)
- Impatto finale (Final Impact), regia di Joseph Merhi (1992)
- The Swordsman, regia di Michael Kennedy (1992)
- Il guerriero della strada 3 (Snake Eater III: His Law), regia di George Erschbamer (1992)
- Nome in codice: Alexa (CIA: Codename Alexa), regia di Joseph Merhi (1992)
- Bounty Tracker - Poliziotto a Los Angeles (Bounty Tracker), regia di Kurt Anderson (1993)
- Nome in codice: Alexa 2 (CIA 2: Target Alexa), regia di Lorenzo Lamas (1993)
- Final Round, regia di George Erschbamer (1994)
- I volti della vendetta (Viper o Bad Blood), regia di Tibor Takacs (1994)
- Rinnegato (Midnight Man), regia di John Weidner (1995)
- Gladiator Cop, regia di Nick Rotundo (1995)
- Sotto massima copertura (Mask of Death) regia di David Mitchell (1996)
- P.D. - Il giorno della riscossa (Terminal Justice), regia di Rick King (1996)
- Black dawn - Alba nera (Black Dawn), regia di John De Bello (1997)
- Confronto finale (The Rage), regia di Sidney J. Furie (1997)
- Sotto massima copertura (Undercurrent), regia di Frank Kerr (1998)
- Back to Even, regia di Rod Hewitt (1998)
- La dea del successo (The Muse), regia di Albert Brooks (1999)
- The Immortal, regia di David Straiton (2002)
- The Circuit 2: The Final Punch, regia di Jalah Merhi (2002)
- Rapid Exchange, regia di Tripp Reed (2003)
- Air America: Operation Jaguar, regia di Dimitri Logothetis (2003)
- 13 Dead Men, regia di Art Camacho (2003)
- Dark Waters, regia di Phillip J. Roth (2003)
- Un'estate a tutto gas (Motocross Kids), regia di Richard Gabai (2004)
- Latin Dragon, regia di Scott Thomas (2004)
- Sci-Fighter, regia di Art Camacho (2004)
- Unseen Evil 2, regia di Jeff Leroy (2004)
- Lethal, regia di Dustin Rikert (2005)
- Blood Angels, regia di Ron Oliver (2005)
- Killing Cupid, regia di Michael Worth (2005)
- The Nowhere Man, regia di Dustin Rikert (2005)
- Body of Work, regia di Farnaz Samilinia - cortometraggio (2006)
- 18 Fingers of Death!, regia di James Lew (2006)
- Succubus: Hell Bent, regia di Kim Bass (2007)
- 30,000 Leagues Under the Sea, regia di Gabriel Bologna (2007)
- Chinaman's Chance, regia di Aki Aleong (2008)
- Mexican Gold, regia di Chuck Walker (2009)
- Mega Shark Vs. Giant Octopus, regia di Jack Perez (2009)
- Pee-wee Goes to Sturgis, regia di Chad Carter - cortometraggio (2010)
- Let Lorenzo, regia di W.D. Hogan - cortometraggio (2011)
- Backstabber, regia di Chuck Walker (2011)
- Return to Vengeance, regia di Chuck Walker (2012)
- Raptor Ranch, regia di Dan Bishop (2013)
- Die When I'm Young, regia di Dan Gregor - cortometraggio (2013)
- Cathedral Canyon, regia di Paul Oliver Davis (2013)
- A Little Christmas Business, regia di Chuck Walker (2013)
- Grace of God, regia di Kevan Otto (2014)
- After the Harvest, regia di Edward Conna - cortometraggio (2014)
- Instagram Intervention with Troian Bellisario, regia di LP - cortometraggio (2014)
- Being American, regia di Fatmir Doga (2014)
- Bro, What Happened?, regia di Dante (2014)
- My Name Is Nobody, regia di Phillip Penza (2014)
- Real Blood: The True Beginning, regia di Phillip Penza (2015)
- WWJD What Would Jesus Do?The Journey Continues, regia di Gabriel Sabloff (2015)
- American Beach House, regia di Straw Weisman (2015)
- Atomic Eden, regia di Nico Sentner (2015)
- God's Club, regia di Jared Cohn (2015)
- Prayer Never Falls, regia di Wes Miller (2016)
- Beyond the Game, regia di Erken Ilgashev (2016)
- Movie Madness, regia di Big Daddy Kane e Phillip Penza (2016)
- Star-Burned, regia di Daniel Shapiro - cortometraggio (2016)
- Secrets of Deception, regia di Josh Webber (2017)
- Boone: The Bounty Hunter, regia di Robert Kirbyson (2017)
- BorderCross, regia di Chuck Walker (2017)
- Driver, regia di Jack Skylar e Alex Zinzopoulos (2018)
- Water, regia di Phillip Penza (2019)
- Las Vegas Vietnam: The Movie, regia di Ron Becks (2019)
- Scorpion Girl: The Awakening, regia di Fito Rivera e Christian Rodrigo (2020)
- Bleach, regia di Michael Edmonds (2022)
- Prepare to Die, regia di Jose Montesinos (2024)
- Team of Two, regia di Joss Gomes (2024)
- Stepmom from Hell, regia di Corbin Timbrook (2024)
- Checkmate, regia di Jamal Hill (2025)

### Televisione
- Switch – serie TV, 2 episodi (1977)
- Sword of Justice - serie TV, 1 episodio (1978)
- A Double Life, regia di Daniel Haller (1978) - film TV
- Dear Detective - serie TV, 1 episodio (1979)
- California Fever – serie TV, 10 episodi (1979)
- Terrore nel deserto (Detour to Terror), regia di Michael O'Herlihy (1980) - film TV
- I segreti di Midland Heights- serie TV, 2 episodi (1980-1981)
- Falcon Crest – serie TV, 228 episodi (1981-1990)
- Hotel - serie TV, 1 episodio (1983)
- Fantasilandia - serie TV, 1 episodio (1983)
- Love Boat - serie TV, 5 episodi (1980-1986)
- I viaggiatori delle tenebre - serie TV, 1 episodio (1990)
- Caro John - serie TV, 1 episodio (1991)
- Renegade – serie TV, 109 episodi (1992-1997)
- La carne e il diavolo, regia di Nello Rossati - film TV (1992)
- Air America - serie TV, 22 episodi (1998-1999)
- The Immortal - serie TV, 22 episodi (2000-2001)
- Hope Ranch, regia di Rex Piano - film TV (2002)
- The Paradise Virus, regia di Brian Trenchard-Smith - film TV (2003)
- Reno 911! - serie TV, 1 episodio (2004)
- Deep Evil, regia di Pat Williams - film TV (2004)
- Lost World - Predatori del mondo perduto (Raptor Island), regia di Stanley Isaacs - film TV (2004)
- Beautiful - soap opera, 302 episodi (2004-2006)
- Nessuno è come i Lamas - serie TV, 4 episodi (2009)
- Big Time Rush – serie TV, 5 episodi (2010-2013)
- NTSF:SD:SUV - serie TV, 1 episodio (2011)
- Actors Anonymous, regia di Bryan Stratte - film TV (2011)
- Workaholics – serie TV, 1 episodio (2014)
- Yalan Dünya - serie TV, 1 episodio (2012)
- Ash Global - serie TV, 1 episodio (2012)
- The Joe Schmo Show - serie TV, 2 episodi (2012)
- Ghost Ghirls - serie TV, 1 episodio (2013)
- Bike Cops Van Nuys, regia di Maximilian Decker - film TV (2013)
- Workaholics - serie TV, 1 episodio (2014)
- Sharknado 3: Attacco per la Casa Bianca (Sharknado 3: Oh Hell No!), regia di Anthony Ferrante - film TV (2015)
- Lucha Underground – serie TV, 6 episodi (2016-2017)
- Bail Out - serie TV, 1 episodio (2016)
- Scorpion Girl - serie TV (2017)
- Jane the Virgin - serie TV, 1 episodio (2019)
- Sons of Thunder - serie TV, 6 episodi (2022)
- Love in the Clouds, regia di Larry A. McLean - film TV (2025)

## Doppiaggio
- Invasion America - Serie animata (1998)
- Phineas e Ferb - Serie animata, 5 episodi (2009-2013)

## Doppiatori italiani
Nelle versioni in italiano Lorenzo Lamas è stato doppiato da:
- Roberto Pedicini in Renegade, Bounty Tracker - Poliziotto a Los Angeles, Nome in codice: Alexa, Nome in codice: Alexa 2, I volti della vendetta, Sotto massima copertura (film 1996), Invasion America
- Sandro Acerbo in Snake Eater - Vendetta a tutti i costi
- Luciano Marchitiello in Falcon Crest
- Luca Ward in Beautiful
- Andrea Ward in Black Dawn - Alba nera
- Gaetano Lizzio in Mega Shark vs Giant Octopus

## Riconoscimenti
- Golden Globe
  - 1983 – candidatura miglior attore non protagonista in una serie, per Falcon Crest
- Razzie Awards
  - 1984 – candidatura peggior attore protagonista, per Body Rock
- Soap Opera Digest Awards
  - 1986 – candidatura miglior attore non protagonista in una soap-opera, per Falcon Crest